# Chrysophyllum rufum
Chrysophyllum rufum – gatunek drzew należących do rodziny sączyńcowatych. Występuje w północno–wschodniej części Ameryki Południowej, na terenie Brazylii.